# Frank Harper
Frank Harper (nacido en Downham, Londres, el 12 de diciembre de 1962) es un actor británico. Es conocido por su papeles como Billy Bright en The Football Factory, Diamond Dog en Lock, Stock and Two Smoking Barrels, Alan Paxton en Bend It Like Beckham y como el líder del Partido Nacionalista en This is England. También apareció en el video musical de "Fit But You Know It" de The Streets. Durante su carrera, Harper ha aparecido en varios programas televisivos británicos como The Bill, Doctors, Lovejoy y Waking the Dead.

## Filmografía
- Billy (Sin fecha de estreno)
- St George's Day (2012)
- Victim (2011
- Screwed (2011)
- StreetDance 3D (2010)
- The Codfather (2010)
- The Nephilim (2010)
- Gunned Down (2010)
- Just for the Record (2010)
- Kung Fu Flid (2009)
- Dubplate Drama (2009)
- Vendetta (2008)
- Rise of the Footsoldier (2007)
- Permanent Vacation (2007)
- Dolphins (2007)
- This is England (2006)
- The Football Factory (2004)
- The Calcium Kid (2004)
- Bend It Like Beckham (2002)
- Club Le Monde (2002)
- The Search for John Gissing (2001)
- South West 9 (2001)
- Lucky Break (2001)
- The Last Minute (2001)
- Goodbye Charlie Bright (2001)
- Shiner (2000)
- Kevin & Perry Go Large (2000)
- Snack Related Mishap (1999)
- A Room for Romeo Brass (1999)
- Lock, Stock and Two Smoking Barrels (1998)
- 24 7: Twenty Four Seven (1997)
- En el nombre del padre (1993)
- For Queen and Country (1988)